# Блютенталь, Дэвид
Дэвид Блютенталь или Дэвид Блю (ивр. דוד בלו‎;
18 июля 1980, Лос-Анджелес, Калифорния, США) — американский и израильский профессиональный баскетболист. В 2010 году официально сменил фамилию с Блютенталь на Блю.

## Карьера
По национальности Дэвид — еврей. Его мать — еврейка, а отец — афроамериканец, который впоследствии принял иудаизм. На Маккабианских играх в 1997 году выступал за США. Дэвид учился в университете Южной Калифорнии, который основал его прапрапрапрадед Исайя Хеллман. Начиная со второго курса был одним из лучших баскетболистов Тихоокеанской конференции для колледжей (англ. Pacific-12 Conference).
В дебютном сезоне 2001-02 Дэвид попал в десятку лучших игроков конференции, набирая в среднем за матч 12,1 очков, делал 7,5 подборов и отдавал 1,2 результативные передачи. В 2002 году окончил университет.

### В Израиле
После окончания университета Дэвид перебрался в Европу, где подписал контракт с израильским профессиональным клубом «Маккаби (Тель-Авив)». Во время выступления за клуб стал чемпионом Евролиги (2003-04), а также дважды выигрывал Кубок Израиля. В финале Евролиги 2004 года он набрал 20 очков, при этом не попав в стартовую пятерку, a «Маккаби» разгромила его будущий клуб «Фортитудо» с отрывом в 44 очка.

### В НБА
После удачного сезона Дэвид перебрался в НБА, где принял участие в летней лиге НБА, а 7 августа 2004 года подписал контракт с «Сакраменто Кингс». Однако, перед началом сезона 2004-05 в ноябре этого же года покинул команду.

### В России
После «Сакраменто» Дэвид получил предложение из российской команды «Динамо (Санкт-Петербург)», которую возглавил израильский специалист Дэвид Блатт и который знал Блютенталя по выступлениям за «Маккаби». За клуб игрок провел 8 матчей, отметившись высоким процентом попадания двухочковых бросков (69,6 %).

### Италия
В России игрок отыграл всего два месяца, а затем уехал в Италию, где присоединился к команде «Бенеттон». В команде отличался высоким процентом двухочковых (выше 60 %), а также трехочковых (более 51 %).
Летом 2005 года перебрался в другой итальянский баскетбольный клуб «Виртус», где стал одним из ведущих игроков, набирая 20,2 очка за игру.
После окончания сезона 2005-06 годов Дэвид перешёл в стан извечных соперников «Виртуса» — команду «Фортитудо». В следующем сезоне 2006-07 годов набирал в среднем за игру 16 очков и делал 4,2 подбора в Евролиге, а его показатели точности достигли 71,1 % для двухочковых и 46,2 % для трехочковых бросков.

### Возвращение в Израиль
15 июня 2007 года игрок вернулся из «Фортитудо» в «Маккаби (Тель-Авив)». В 25 матчах Евролиги сезона 2007-08 в среднем набирал 8,7 очков за игру и делал 2,4 подбора, а «Маккаби» удалось дойти до финала, где они проиграли БК ЦСКА.

### Франция
10 июля 2008 года Блютенталь подписал годичный контракт с французским клубом «Ле-Ман».

### Возвращение в Израиль 2
Перед началом сезона 2009—2010 Дэвид вновь возвращается в Израиль, где подписывает годичный контракт с «Маккаби (Тель-Авив)». По итогам сезона набирал в среднем за матч 9,3 очка и делал 3 подбора в Евролиге, в Лиге Чемпионов — 11,1 очков и 4 подбора.
В июле 2010 года «Маккаби» объявил о продлении контракта с Блю ещё на один сезон.

### Без клуба
В июне 2012 года игрок объявил о том, что он покидает израильскую команду и возвращается в США «чтобы завершить учёбу».

### Возвращение в Израиль 3
В сентябре 2013 года игрок объявил о возвращении в баскетбол. 15 октября 2013 года Дэвид подписал контракт с «Маккаби (Тель-Авив)» до конца сезона 2013—2014.

## Национальная сборная
Несмотря на наличие израильского гражданства, Дэвид отклонил предложение выступать за команду Израиля на Чемпионатах Европы в 2005 и 2007 годах. Однако, летом 2010 года согласился выступать за сборную этой страны и дебютировал 19 июля 2010 года в игре против сборной Португалии. Принял участие в Чемпионате Европы 2011 года, в матчах за сборную набирал в среднем 12,8 очков за игру и делал 3,2 подбора.

## Достижения
- Чемпион Евролиги (2003/2004, 2013/2014)